# Jean Salem
Jean Salem (* 16. November 1952 in Algier, Algerien; † 14. Januar 2018 in Rueil-Malmaison, Frankreich) war ein französischer Philosoph.

## Leben
Jean Salem war der jüngere Sohn des Journalisten und Kommunisten Henri Alleg (Salem) und seiner Frau Gilberte Serfaty. Er wuchs bis 1965 in Algier auf, als sein Vater nach Frankreich emigrieren musste. Salem studierte zunächst Kunstgeschichte und Archäologie und machte sein erstes Lizentiat 1979 und 1981 eines in Geschichtswissenschaften. 1982 erhielt er ein Diplôme d’études approfondies für Politikwissenschaften und 1999 eines für Littérature et civilisation françaises. 1988 wurde er in Philosophie promoviert und 1994 habilitiert. Seit 2000 war er Professor an der Universität Paris. 
Salem lehrte Philosophie an der Universität Sorbonne Paris I und war Direktor des „Centre d’Histoire des Systèmes de Pensée Moderne“. Seine Forschungsschwerpunkte waren die Philosophie der Atome und der Lustbegriff. Er initiierte ein Seminar über die Geschichte des Materialismus ausgehend von Demokrit. Mit Isabelle Garo und Jean-Numa Ducange führte er 2012/2013 das Seminar Marx au XXIe siècle : l’esprit et la lettre durch. 
Salem erhielt 2001 den Prix Bouctot 2001 der Académie des sciences, belles-lettres et arts de Rouen.

## Schriften (Auswahl)
- Lucrèce et l'éthique, Librairie philosophique J. Vrin, Paris 1990.
- Tel un dieu parmi les hommes : L'éthique d'Epicure, Librairie philosophique J. Vrin, Paris 1994.
- La légende de Démocrite, Éditions Kimé, 1996.
- Démocrite : grains de poussières dans un rayon de soleil, Librairie philosophique J. Vrin, Paris 1996.
- L'atomisme antique : Démocrite, Epicure, Lucrèce, 1997.
- Démocrite, Epicure, Lucrèce: la vérité du minuscule, Encre marine, Paris 1998.
- Cinq variations sur la sagesse, le plaisir et la mort, Encre marine, Paris 1999.
- Philosophie de Maupassant, Éditions Ellipses, Paris 2000.
- Lucrèce et l'éthique, Librairie philosophique J. Vrin, Paris 2000.
- Tel un dieu parmi les hommes : L'éthique d'Epicure, Librairie philosophique J. Vrin, Paris 2002.
- Giorgio Vasari ou l'art de parvenir, Éditions Kimé, Paris 2002.
- Une lecture frivole des écritures : L'Essence du christianisme de Ludwig Feuerbach, Encre marine, Paris 2003.
- Une Introduction a la Lecture de l'Eneide, Cariscript, Paris 2005.
- Le bonheur ou l'art d'être heureux par gros temps, Éditions Bordas, Paris 2006.
- Lénine et la révolution, Encre marine, Paris 2006.
- Cinq variations sur la sagesse, le plaisir et la mort, Éditions Michalon, Paris 2007.
- Figures de Sieyès, Publications de la Sorbonne, Paris 2008.
- Spinoza au XIXe siècle, Publications de la Sorbonne, Paris 2008.
- Rideau de fer sur le boul'mich : Formatage et désinformation dans le monde libre, Éditions Delga, Paris 2009.
- Élections, piège à cons ?: Que reste-t-il de la démocratie ?, Flammarion, Paris 2012.